# Célé
Célé – rzeka we Francji o długości 104 kilometrów, prawy dopływ Lot. Źródło rzeki znajduje się niedaleko wsi Calvinet w Masywie Centralnym. Célé przepływa przez departamenty Cantal oraz Lot.
Łączna powierzchnia dorzecza wynosi 1210 km².

## Miasta, przez które przepływa rzeka
- Saint-Constant
- Bagnac-sur-Célé
- Figeac

Rzeka wpływa do Lot w okolicach wsi Bouziès.